# District de Kavrepalanchok
Le district de Kavrepalanchok – en népalais : काभ्रेपलान्चोक जिल्ला – est l'un des 75 districts du Népal. Il est rattaché à la zone de la Bagmati et à la région de développement Centre. La population du district s'élevait à 381 937 habitants en 2011.

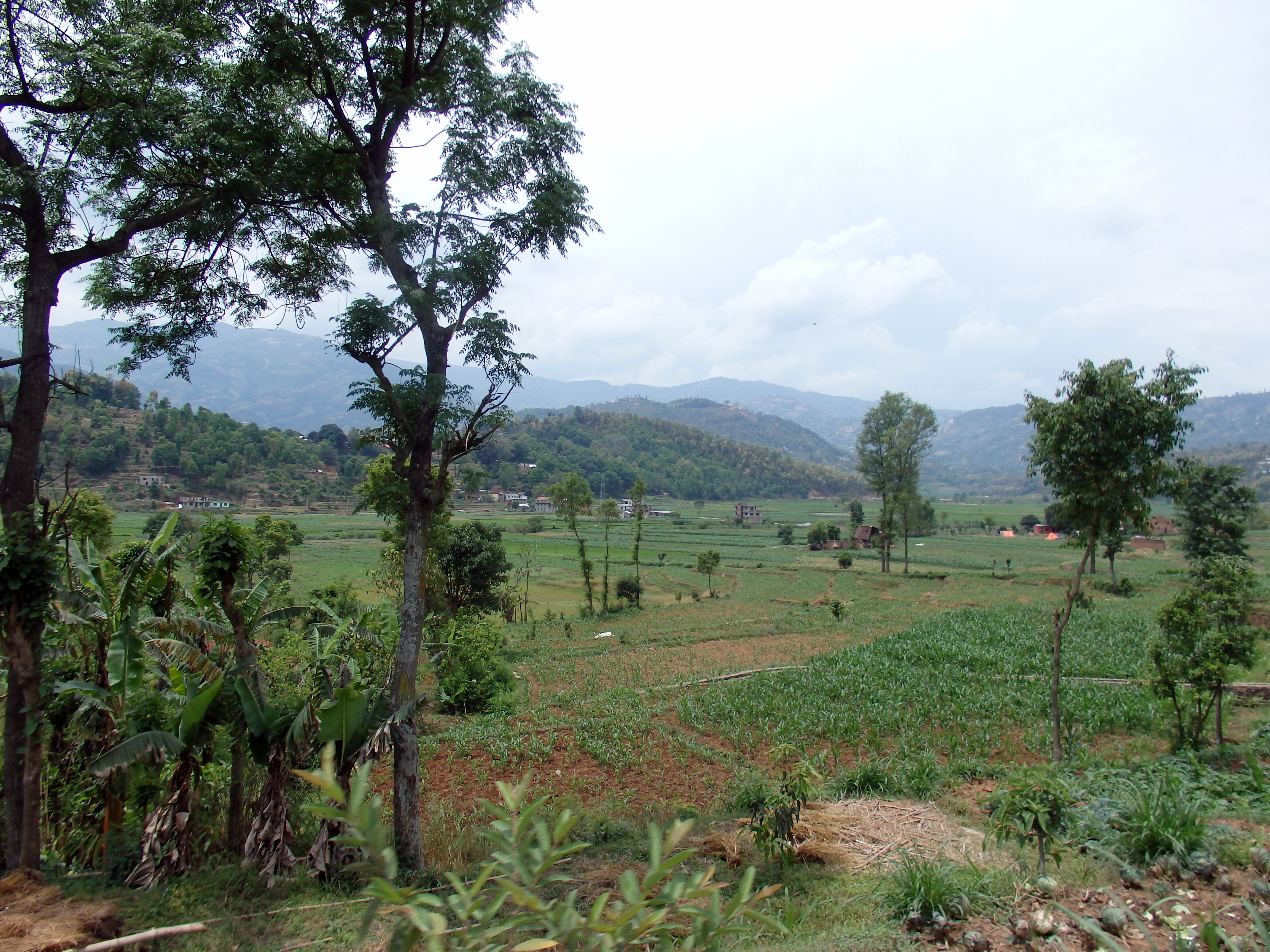
Vallée de Kuntabesi